# 沃洛德米里夫卡 (奧克尼市鎮)
47°32′20″N 29°39′33″E / 47.53889°N 29.65917°E
沃洛德米里夫卡（烏克蘭語：Володимирівка）是位於烏克蘭西南部的村莊，由敖德萨州波迪利斯克区的奧克尼市鎮負責管轄。該村始建於1840年，面積2.03平方公里，海拔高度126米，2001年人口251，人口密度每平方公里123.65人。